# Oitava Emenda à Constituição dos Estados Unidos
A Oitava Emenda à Constituição dos  Estados Unidos (em inglês: Eighth Amendment to the United States Constitution) proíbe o governo federal de impor fiança excessiva, multas excessivas ou punições cruéis e incomuns. Esta emenda foi adotada em 15 de dezembro de 1791, juntamente com o restante da Declaração de Direitos dos Estados Unidos.

## Visão geral
A "Oitava Emenda" serve como uma limitação para o governo federal impor penalidades indevidamente severas aos réus criminais antes e depois de uma condenação. Essa limitação se aplica igualmente ao preço de obtenção da liberação pré-julgamento e à punição por crime após a condenação. As frases nesta emenda originaram-se na Declaração de Direitos Inglesa de 1689.
A proibição de punições cruéis e incomuns levou os tribunais a considerar que a Constituição proíbe totalmente certos tipos de punição, como enforcamento, arrasto e esquertejamento. De acordo com a cláusula de punição cruel e incomum, a Suprema Corte anulou a aplicação da pena de morte em alguns casos, mas a pena de morte ainda é permitida em alguns casos em que o réu é condenado por homicídio.
O Supremo Tribunal considerou que a Cláusula de Multas Excessivas proíbe multas que sejam "tão grosseiramente excessivas que equivalem a uma privação de propriedade sem o devido processo legal". O Tribunal considerou uma multa excessiva pela primeira vez em Estados Unidos v. Bajakajian (1998). De acordo com a cláusula de fiança excessiva, a Suprema Corte considerou que o governo federal não pode definir a fiança em "um valor mais alto do que o razoavelmente calculado" para garantir a presença do réu no julgamento.
O Supremo Tribunal Federal decidiu que a cláusula de punição cruel e incomum se aplica tanto aos estados quanto ao governo federal, mas a cláusula de fiança excessiva não foi aplicada aos estados. Em 20 de fevereiro de 2019, a Suprema Corte decidiu por unanimidade no processo Timbs v. Indiana que a cláusula de multas excessivas também se aplica aos estados.

## Redação
| “ | Não será exigida fiança excessiva, nem impostas multas excessivas, nem punições cruéis e incomuns infligidas. | ” |